# 义和庄站
义和庄站是一个位于中国北京市大兴区林校路街道新源大街、兴华大街交叉口，属于北京地铁大兴线的地铁车站。

## 位置
义和庄站位于新源大街，呈南北走向。

## 结构

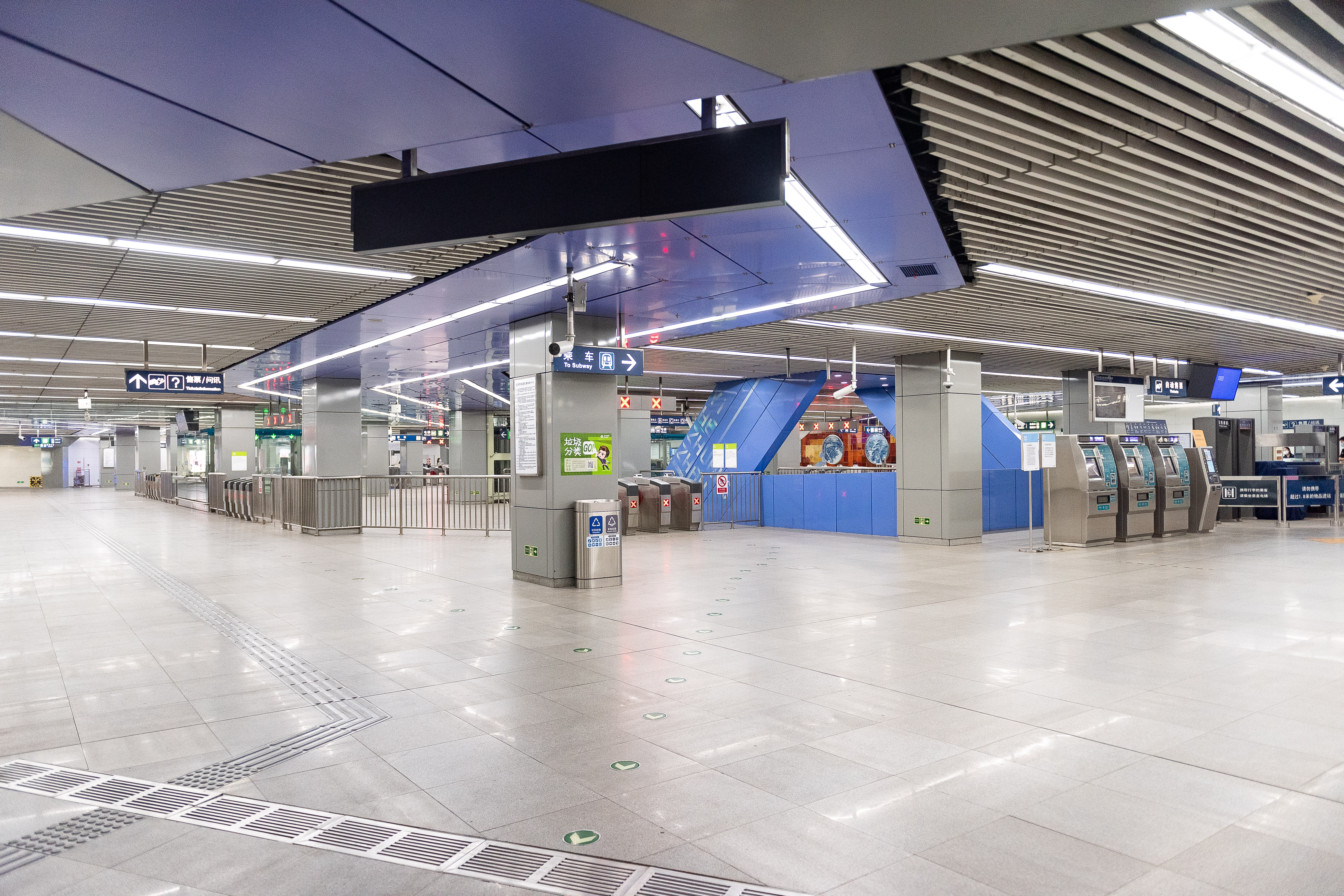
义和庄站大堂

该站为地下车站，岛式站台设计。设4个出入口：A（西北）、B（东北）、C（东南）、D（西南）。站内装饰主题《希望升腾》，为陶板和青花瓷风格装饰。月台南端设有一条渡线。
| 地面层          | 地面                             | A-D出入口                                 |
| 地下一层 站厅层 | 站厅                             | 客务中心、自动售票机、进出站闸机          |
| 地下二层 站台层 |                                  | █ 大兴线往安河桥北（4号线）（黄村火车站） |
| 地下二层 站台层 | 岛式站台，左側開门               |                                           |
| 地下二层 站台层 | █ 大兴线往天宫院（生物医药基地） |                                           |

## 出入口
|                       |                    |                  |      |            |
| 编号                  | 指示               | 建议前往的目的地 | 图片 | 无障碍设施 |
| 出口 · A              | 新源大街，兴华大街 |                  |      | 不適用     |
| 出口 · B · 升降机标志 | 新源大街，兴华大街 |                  |      |            |
| 出口 · C              | 新源大街，兴华大街 |                  |      | 不適用     |
| 出口 · D              | 新源大街，兴华大街 |                  |      | 不適用     |
| 註： 設有             |                    |                  |      |            |